# Wilhelm Lothar Bernhard von Dücker
Wilhelm Lothar Bernhard Dücker (seit 1687 Edler von Dücker) (* 1642; † 1689) war Diplomat im Dienst des Kölner Kurfürsten und zeitweise auch Ludwigs XIV.

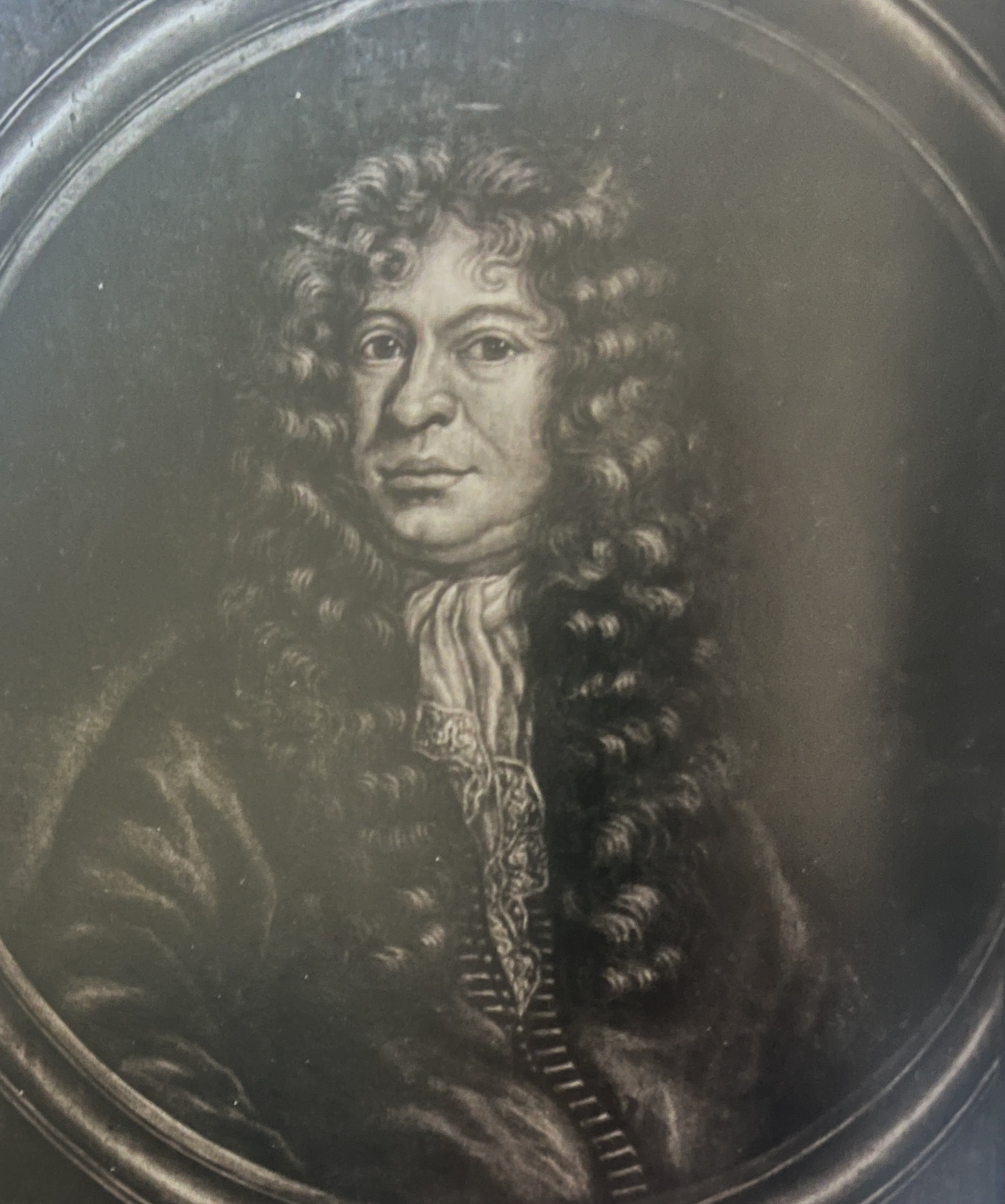
Wilhelm Lothar Bernhard von Dücker (Schabkunst von Hermann Hendrik de Quiter), Serie Gesandte der Friedenskonferenz von Nimwegen (1678/79)

## Leben
Er war Sohn des hohen Funktionsträgers Hermann Dücker im Herzogtum Westfalen. Damit stammte er aus einer Nebenlinie der Familie von Dücker, die in der Vergangenheit durch unstandesgemäße Heiraten ihre Zugehörigkeit zum Adel verloren hatte. Seine Mutter war Anna Margaretha (geb. von Luerwald), die zweite Frau seines Vaters. Ein anderer Bruder aus dieser Ehe war Dietrich Gaudenz von Dücker. Dieser war Hofkammerrat und Oberkellner. Wilhelm Lothar wurde am 30. März 1642 getauft. Paten waren Wilhelm II. von Bayern, Landkomtur Rab Luther Schilder und Anna von Hörde zu Störmede.
Er studierte zunächst an der Universität Köln und wechselte später zur Universität Ingolstadt. Er schloss das Studium mit dem Lizentiat der Rechte ab. Er war Gesandter von Ludwig XIV. sowie des Kölner Kurfürsten Franz Egon von Fürstenberg. Er nahm unter anderem als Gesandter am Friedenskongress von Nimwegen teil. 
Nach dem Tod seines Vaters erbte er das Haus Nieder-Rödinghausen, verschiedene Jagd- und Fischereirechte und ähnliche Gerechtsame. Hinzu kamen neun Höfe und Kotten in Lendringsen und Steinhausen sowie das Hofrichteramt. Darin inbegriffen waren gemäß einer Erbteilung mit seinen Geschwistern von 1671 auch die Hauptanteile der Schwester Christina Philippa de Maitre an ihn gefallen. Allerdings behielt sie Vorrechte am Haus Nieder-Rödinghausen. Während seiner durch seine Ämter bedingten langen Abwesenheit sorgte sie für dessen Haushaltung. 
Er nutzte seinen Einfluss, um den Adel für seine Familienlinien wiederzuerhalten. Kaiser Leopold I. bestätigte für ihn und seine Nachkommen sowie Adoptivkinder den Titel „von Dücker Edler Herr zu Nieder-Rödinghausen.“ Seine Brüder und Halbbrüder durften sich „von Dücker“ nennen. Er blieb unverheiratet, hatte aber eine uneheliche Tochter mit einer Elisabeth Urbani. Sein Bruder Dietrich Gaudenz von Dücker setzte die Linie fort. Diesen soll Wilhelm Lothar kurz vor seinem Tod auch noch adoptiert haben. Christina Philippa setzte sich allerdings nach seinem Tod in den Besitz von Nieder-Rödinghausen und erkannte die Ansprüche von Dietrich Gaudenz darauf nicht an. Zwar kam es 1689 zu einem Vergleich, aber das Erbe blieb umstritten. Es kam sogar zu einem Prozess am Reichskammergericht. 